# Осава, Кисабуро
Кисабуро Осава (яп. 大澤 喜三郎 О:сава Кисабуро:, 28 декабря 1910 — 26 мая 1991) — один из международных лидеров айкидо, ученик Морихэя Уэсибы, 9 дан. Много лет возглавлял Хомбу Додзё пока в 1986 году не передал свой пост Моритэру Уэсибе. Неоднократно совершал поездки в США, где популяризировал айкидо. До самой смерти Осава являлся одним из самых влиятельных и уважаемых деятелей федерации Айкидо Айкикай, был личным советником второго досю Киссёмару Уэсибы. Его стиль характеризовался филигранной отточенной техникой, демонстрацию приёмов наглядно проводил в темпе «замедленной киносъёмки».